# Крила (пісня)
«Крила» — пісня української співачки Джамали, яку було записано 2018 року. Вперше пісню було виконано 24 лютого під час фіналу Національного відбору на 63-й пісенний конкурс Євробачення, але офіційна презентація відбулася 21 березня.

## Історія релізу
| Назва   | Дата            | Мова       | Формат              | Лейбл    |
| ------- | --------------- | ---------- | ------------------- | -------- |
| «Крила» | 21 березня 2018 | Українська | Цифрова дистрибуція | «Enjoy!» |
| «Самға» | 16 грудня 2018  | Казахська  | Цифрова дистрибуція | «Enjoy!» |